# Gute (mytologi)
Gute var enligt Gutasagan en av de första invånarna på Gotland, son till Havde och sonson till öns upptäckare Tjelvar. Tillsammans med sina bröder Graip och Gunnfjaun delade han på Gotland efter faderns död, varvid han fick ansvar för den mellersta delen. Gute utsågs dock till överhövding. Av denna anledning fick landet namnet Gotland (ursprungligen Gutland) och folket gutar. Gute dyker även upp i Snorres Edda i sin fornvästnordiska form Goti där han sägs ha varit kung och fått sitt namn av ett av Odens tillnamn. Gutarna kallas i de isländska sagorna, liksom goterna, för gotar.